# Xylotrechus gemellus
Xylotrechus gemellus är en skalbaggsart som beskrevs av Thomas Casey 1893. Xylotrechus gemellus ingår i släktet Xylotrechus och familjen långhorningar. Inga underarter finns listade i Catalogue of Life.